# Mestna avtobusna linija št. 19 (Maribor)
Mestna avtobusna linija številka 19 AP Mlinska – Ilichova-Korbunova – Šarhova – AP Mlinska je ena izmed 19 avtobusnih linij javnega mestnega prometa v Mariboru. Poteka v smeri vzhod - zahod - jug in povezuje središče Maribora s Koroškimi vrati, Novo vasjo, Borovo vasjo in Studenci.

## Trasa
- smer AP Mlinska – Ilichova-Korbunova  – Šarhova: Mlinska ulica - Partizanska cesta - Titova cesta - Ulica heroja Bračiča - Svetozarevska cesta - Ulica kneza Koclja - Glavni trg - Koroška cesta - Strossmeyerjeva ulica - Gosposvetska cesta - Ulica heroja Šercerja - Ilichova ulica - Korbunova ulica - Kamenškova ulica - Šarhova ulica.
- smer Šarhova – AP Mlinska: Šarhova ulica - Ulica heroja Šercerja - Gosposvetska cesta - Strossmeyerjeva ulica - Koroška cesta - Glavni trg - Ulica kneza Koclja - Mlinska ulica.

## Režim obratovanja
Linija obratuje ob delavnikih in sobotah, ob nedeljah in praznikih pa avtobus ne obratuje.